# Cala del Solitari
La cala del Solitari és una platja del municipi de Mont-roig del Camp (Baix Camp), situada entre la cala de les Sirenes, al nord-est, i la cala Misteri, al sud-oest, en un tram de costa rocallosa enfront de Miami Platja, declarat espai natural protegit. Té una longitud de 106 metres i una amplada mitjana de 28 metres, formada per sorra fina i daurada, amb un pendent d'entrada a l'aigua bastant pronunciat. Està envoltada de pins, i no disposa de cap servei.
El 14 de setembre de 1960, la cala va ser escenari de la caiguda al mar d'un avió militar, amb el motor incendiat. Uns paletes, testimonis de l'accident, van baixar a la platja i van nedar per a socórrer el pilot.

## Toponímia
El nom de la cala el va posar Marcel·lí Esquius i Garcia, fundador de Miami Platja, dedicat a Antonio Alonso Cerdà, un dels primers empadronats a la urbanització, que acostumava a banyar-se sol a la platja, pescant pops, eriçons de mar i nacres.